# خورخي دياز مورينو
خورخي دياز مورينو (بالإسبانية: Jorge Díaz Moreno)‏ هو لاعب كرة قدم كولومبي، ولد في 1 يوليو 1977 في كالي في كولومبيا. لعب مع أتلتيكو جونيور وأتليتيكو هويلا وأونس كالداس وإل. دي. يو. كيتو وديبورتيس كوينديو وديبورتيفو بيريرا وديبورتيفو كالي ونادي خزر لنكران ونادي ميلوناريوس.

## وصلات خارجية
- خورخي دياز مورينو على موقع قاعدة بيانات كرة القدم.إي يو (الإنجليزية)
- خورخي دياز مورينو على موقع Soccerway.com (الإنجليزية)
- خورخي دياز مورينو على موقع عالم كرة القدم.نت (الإنجليزية)